# 出血傾向
出血傾向（しゅっけつけいこう、英：Bleeding tendency, Hemorrhagic Diathesis ）とは、何らかの原因で止血機序が破綻し、出血が抑制できない状態のこと。出血性素因ともいう。種々の疾患、あるいは医薬品によっても引き起こされ、軽症のものから死に至るものまで多岐にわたる。  

## 原因となる疾患
- 血友病
- ヴォン・ヴィレブランド病
- グランツマン血小板無力症
- 特発性血小板減少性紫斑病・血栓性血小板減少性紫斑病・巨大血小板性血小板減少症
- Bernard-Soulier症候群(BSS)
- 白血病
- ウィスコット・アルドリッヒ症候群
- ビタミンK欠乏症
- 肝硬変
- ウイルス性出血熱の一群  (例 デング出血熱)
- 溶血性尿毒症症候群
- 播種性血管内凝固症候群

## 原因となる薬物・毒物
- ワーファリン
- ヘパリン
- 抗血小板薬...アスピリン、クロピドグレル、チクロピジン、シロスタゾールなど。
- t-PA
- ヘビ毒

## 参照・引用
1. ↑  日本臨床血液学会マニュアル作成委員会、日本病院薬剤師会 (2007年6月). “重篤副作用疾患別対応マニュアル：出血傾向” (PDF).  厚生労働省. 2010年8月11日閲覧。
2. 1 2  川合陽子 著「16章 出血傾向」、日本臨床検査医学会包括医療検討委員会、厚生労働省 編 編『臨床検査のガイドライン2005/2006』（PDF）日本臨床検査医学会、2005年11月、p.p.90頁。2010年8月11日閲覧。